# Palácio dos Condes da Calheta

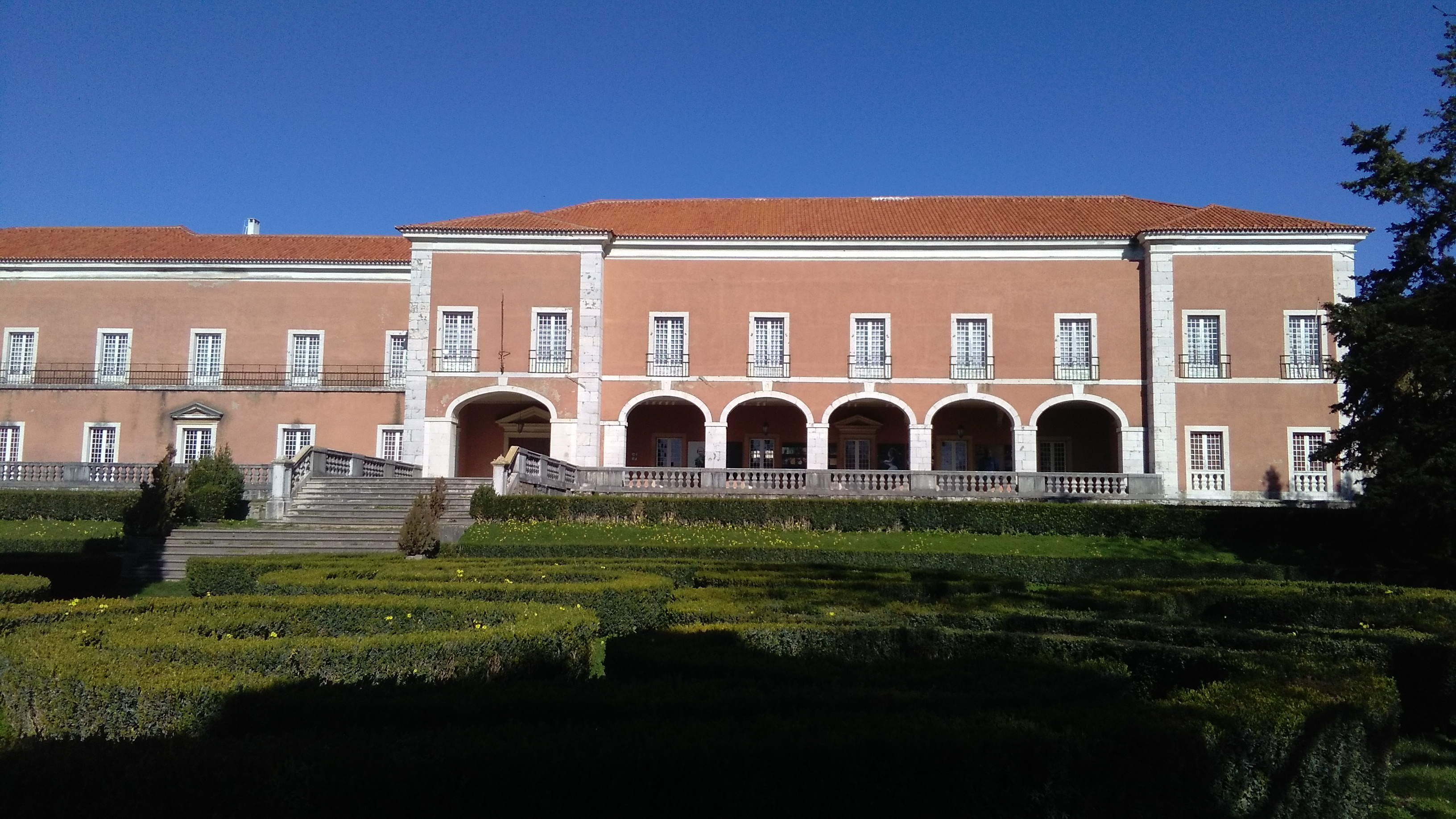
Palácio dos Condes da Calheta

O Palácio dos Condes da Calheta, também designado por Palácio Calheta, Palácio do Pátio das Vacas e Museu Agrícola Tropical, é um palácio localizado na freguesia de Belém, em Lisboa, mandado construir inicialmente, em meados do século XVII, por D. João Gonçalves da Câmara, quarto conde da Calheta.
O Palácio Calheta está classificado como Monumento Nacional desde 2007.

## História
No reinado de D. José, funcionaram no edificio as secretarias de Estado e o Arquivo Militar, tendo-se também processado neste palácio os interrogatórios dos implicados no atentado contra o rei em 1758.
Actualmente o palácio pertence ao Jardim-Museu Agrícola Tropical, sucessor do Museu Agrícola Colonial, ali instalado desde 1916. O edifício sofreu algumas alterações e, já no século XX, teve obras durante a Exposição do Mundo Português e, mais recentemente, na década de 1960.

## Descrição
É uma construção sóbria, típica dos séculos XVII-XVIII, desenvolvendo-se em dois andares constituídos por dois corpos desnivelados e irregulares em altura. A fachada sul, virada para o jardim, apresenta um corpo extremo assente sobre a Calçada do Galvão a que se segue um maior, mas mais recuado, com uma varanda corrida de ferro no primeiro andar, à frente de cinco janelas.